# Anna Kędzior
Anna Kędzior (ur. 19 maja 1977 w Kielcach) – polska koszykarka występująca na pozycji skrzydłowej, reprezentantka polski.
Karierę sportową zakończyła przedwcześnie z powodu kontuzji kręgosłupa w 2005 roku.

## Osiągnięcia
- 4. miejsce w PLKK (2004)[1]
- Awans do PLKK (1994, 1997, 2000)
- Uczestniczka FIBA Europe Cup (2003)[2]

Indywidualne
- Uczestniczka meczu gwiazd PLKK (2002)[3]
- Wybrana Miss Koszykarek podczas meczu gwiazd PLKK (2003)[4]